# Cissus carnifolia
Cissus carnifolia är en vinväxtart som beskrevs av Urb. & Ekman. Cissus carnifolia ingår i släktet Cissus och familjen vinväxter. Inga underarter finns listade i Catalogue of Life.